# Edge of dreams
Edge of dreams is het tweede studioalbum van Phil Thornton. Na het vorige album, dat filmmuziek bevatte is dit eigenlijk het eerste album met Thorntons stiel; een mengeling van new agemuziek en elektronische muziek. Lange melodielijnen met hobo-achtige klank boven een haast ritmeloze begeleiding zijn het motto hier. Het album is opgenomen in de geluidsstudio van een van de obscuurste muziekgroepen in de progressieve rock, The Enid. Deze groep roeide in tegen de gangbare muziekstromingen van die tijd, maar had destijds een van de modernste geluidsstudios. Thornton had eerder met zijn eigen band Minotaur getoerd met The Enid en wilde wel muziek opnemen in de studio in Halesworth. Stephen Stewart, de geluidsman en (bas)gitarist van The Enid, verzorgde de opname en deed ook een deel van de productie.
Met de komst van de new-agemuziek van Thornton werd het gehele pakket daaromheen ook esoterisch. Muziek voor het grensgebied van wakker zijn en dromen, navenante titels en een eenhoorn op het oorspronkelijke muziekalbum.  De heruitgave van 2006 kreeg een andere hoes, de eenhoorn bleef.

## Musici
- Phil Thornton – synthesizers

## Tracklist
| Nr. | Titel   | Duur  |
| --- | ------- | ----- |
| 1.  | Inside  | 19:00 |
| 2.  | Outside | 20:05 |